# 西尾はるな
西尾 はるな(1981年5月11日 -)は、日本のタレント、モデル。
東京都出身。オスカープロモーション所属。

## 略歴
学習院大学時代の2002年、週刊朝日の表紙を飾った。2005年、テレビ東京のスポーツニュース『スポ魂!』の隔週木曜のキャスター。BS日テレの『それいけ!アンパンマンくらぶ』では、3代目お姉さんのはるなお姉さんとして、メインMCを務めていた（2005年10月～2013年3月まで）。TV朝日 ゆうゆう散歩内の『いいもの探し』のリポーターを経て、現在は、じゅん散歩内の『ものコンシェルジュ』に、リポーターとして出演中。

## 人物
- 趣味は歌、散歩、映画鑑賞。
- 特技はクラシックバレエ、ピアノ。

## 出演

### テレビ
- スポ魂!（テレビ東京）隔週木曜キャスター（2005年4月 - 9月）
- 埼玉ドライブナビゲーション（テレビ埼玉）アシスタント
- それいけ!アンパンマンくらぶ（BS日テレ）メインMC（2005年 - 2013年3月）
- 踊る!さんま御殿!!（日本テレビ）再現VTRに出演
- 行列のできる法律相談所（日本テレビ）再現VTRに出演
- 中居正広の金曜日のスマたちへ（TBS）再現VTRに出演
- ささるぅ（日本テレビ）VTR出演
- モップガール（テレビ朝日）第2話
- 働きマン（日本テレビ）
- BRAVE HEARTS 海猿（フジテレビ）

### CM
- 丸井『丸井のドレスアップ「いちばんかわいいゲスト」篇』
- 大正製薬『コーラックII』
- 花王  『ヘルシア緑茶』ベリーダンス篇
- カメラのキタムラ
- パナホーム
- カネボウ 『うるり 化粧水』
- ウテナ 『シートパック』

### スチール
- TSUTAYA（パンフレット）
- 全国信用金庫不動産（カタログ）
- ハニーズ（ポスター）
- Feroux（小冊子）
- 日本スイムスーツ協会（チラシ）
- NTTドコモ（小冊子）